# Shea Whigham
Franklin Shea Whigham Jr., född 5 januari 1969 i Tallahassee i Florida, är en amerikansk skådespelare. Han är mest känd för att spela rollen som Elias "Eli" Thompson i dramaserien Boardwalk Empire. Han medverkar dessutom i flera andra produktioner, såsom filmerna Take Shelter, Du gör mig galen!, American Hustle, The Wolf of Wall Street, Kong: Skull Island, First Man, Vice och Joker. Han har fyra barn, däribland skådespelerskan Giorgia Whigham.